# Musée d'Art moderne de Troyes
Le musée d'Art moderne de la ville de Troyes est le plus important musée de la ville avec le musée des Beaux-Arts.

## Historique
Le musée est créé en 1982 à la suite de la donation à la ville de Troyes, en 1976, par Pierre et Denise Lévy, industriels troyens du textile.
Inauguré en 1982, par le président de la République François Mitterrand, le musée est situé dans l'ancien palais épiscopal de Troyes des XVIe et XVIIe siècles. Après avoir été fermé plusieurs années pour travaux, il est accessible depuis avril 2024.

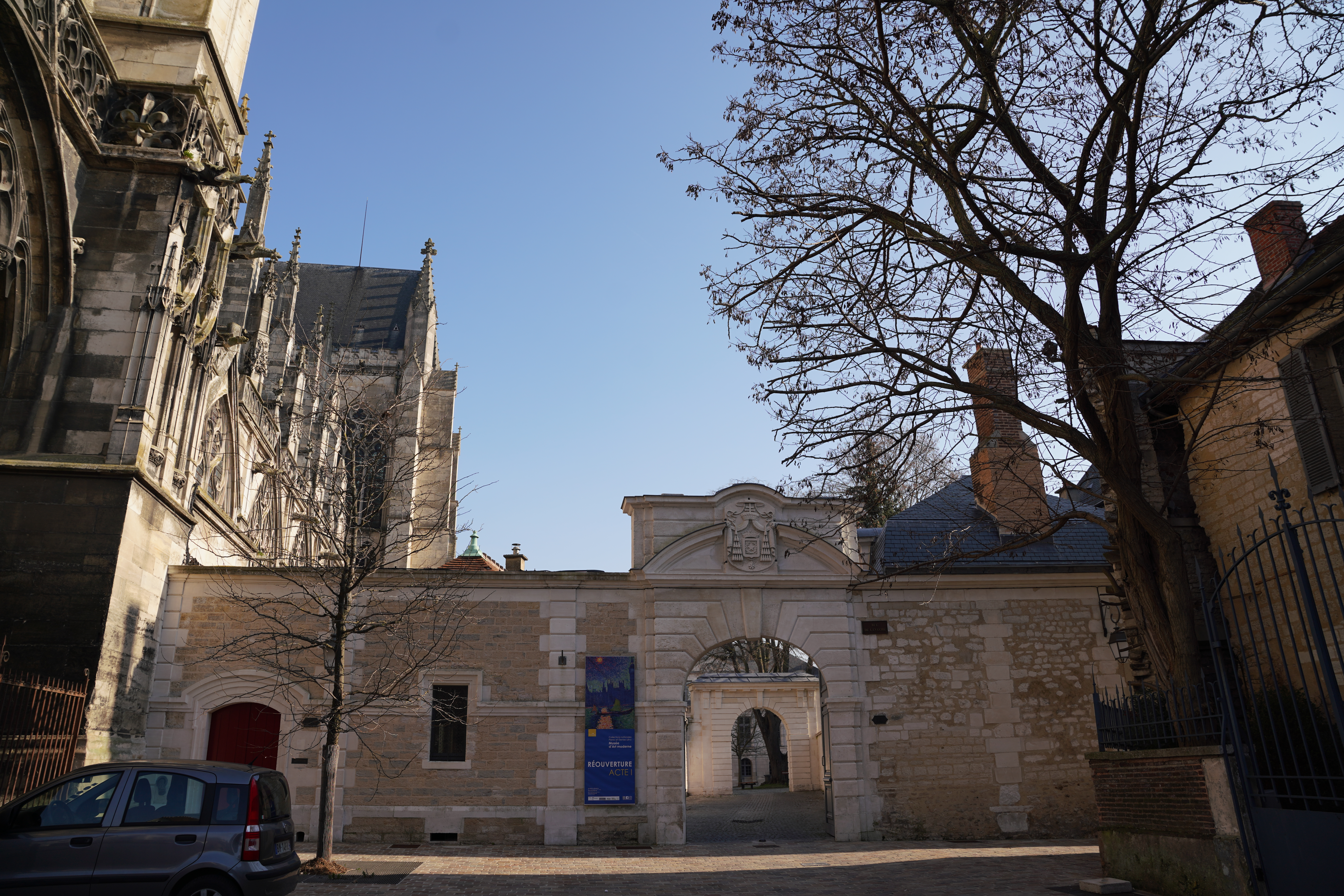
Entrée vers Acte I.

### Ancien palais épiscopal

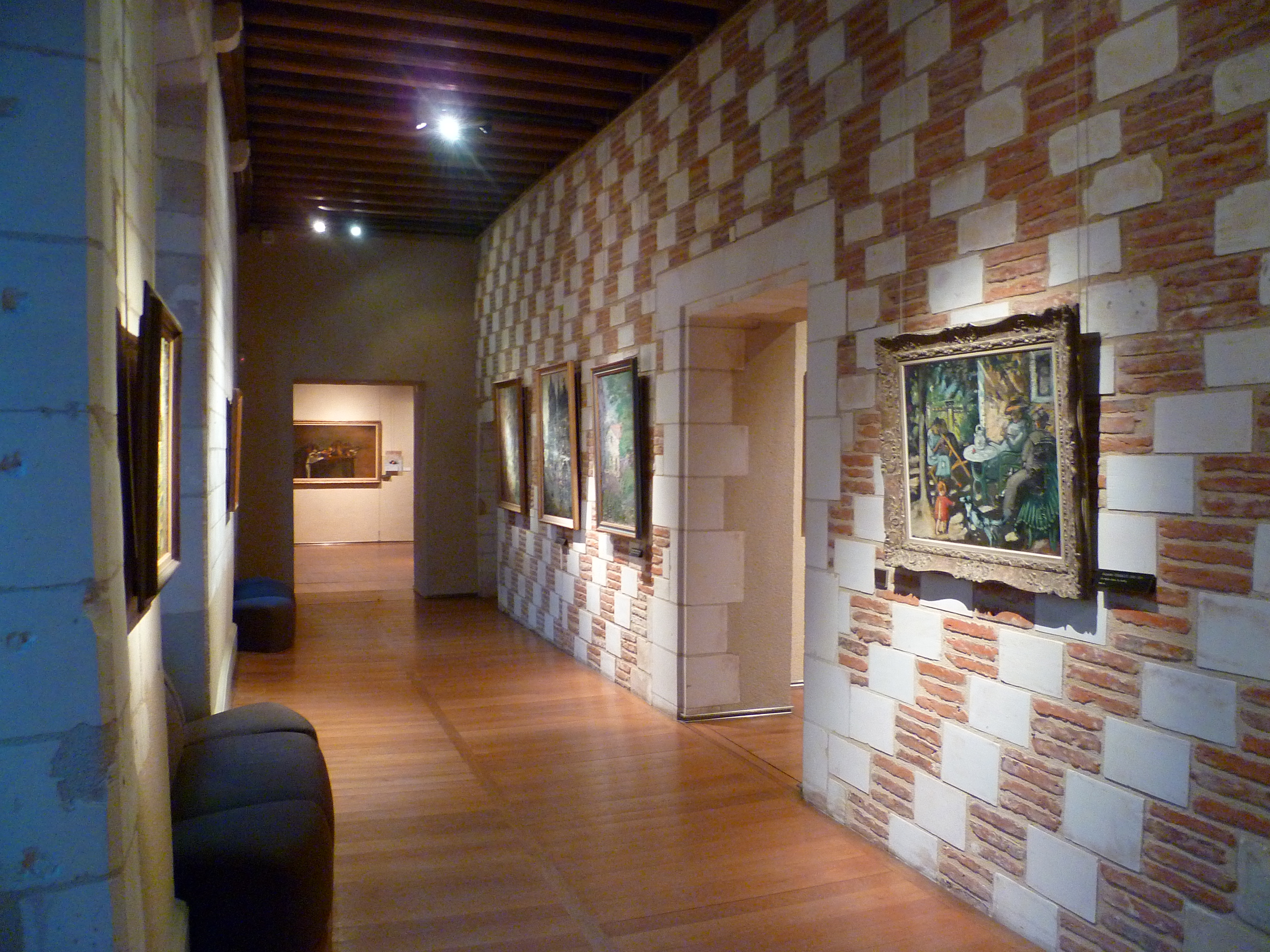
Mur en damier champenois,
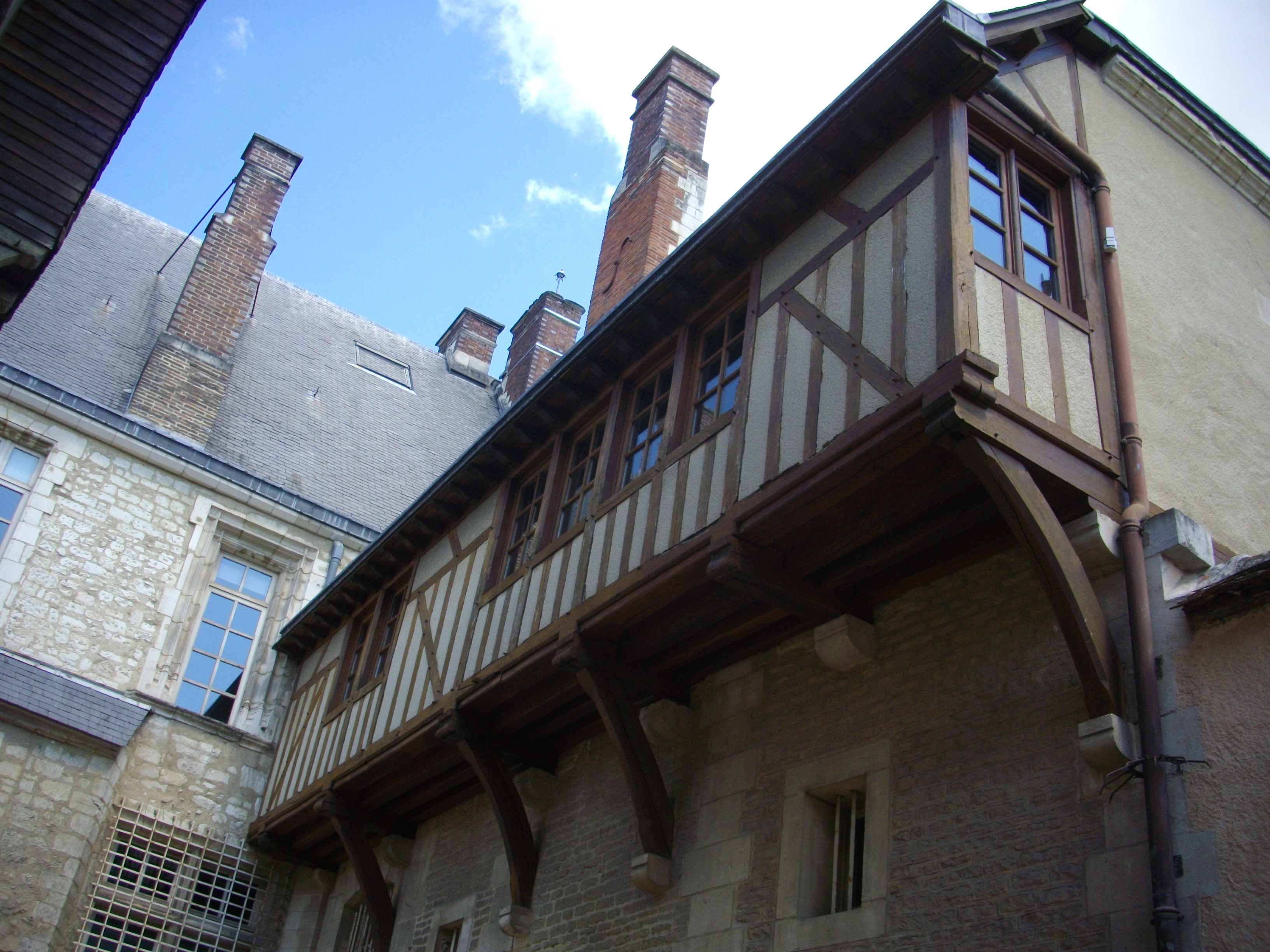
Balcon à pans de bois, rue de la Crosse,
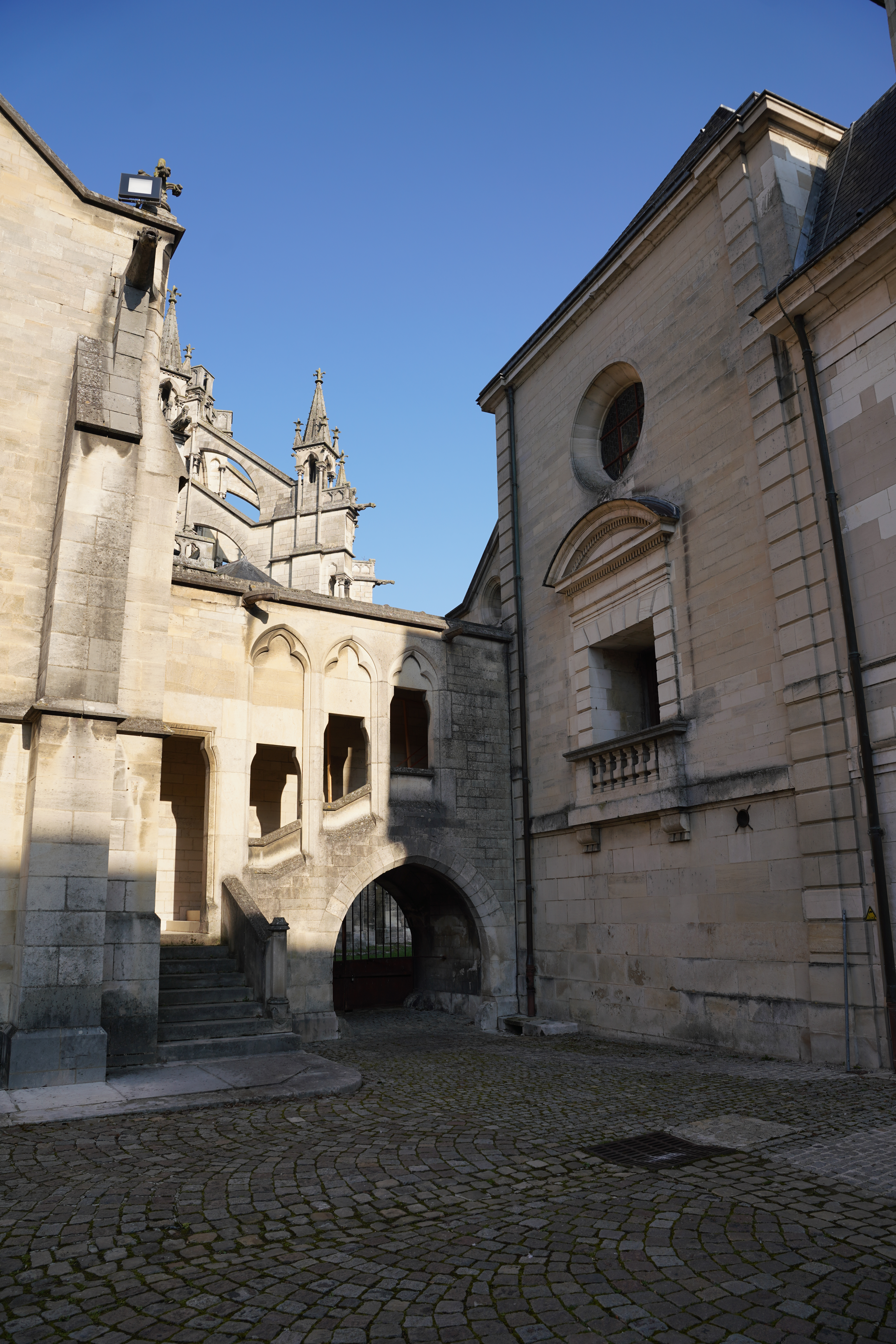
escalier de la cour,
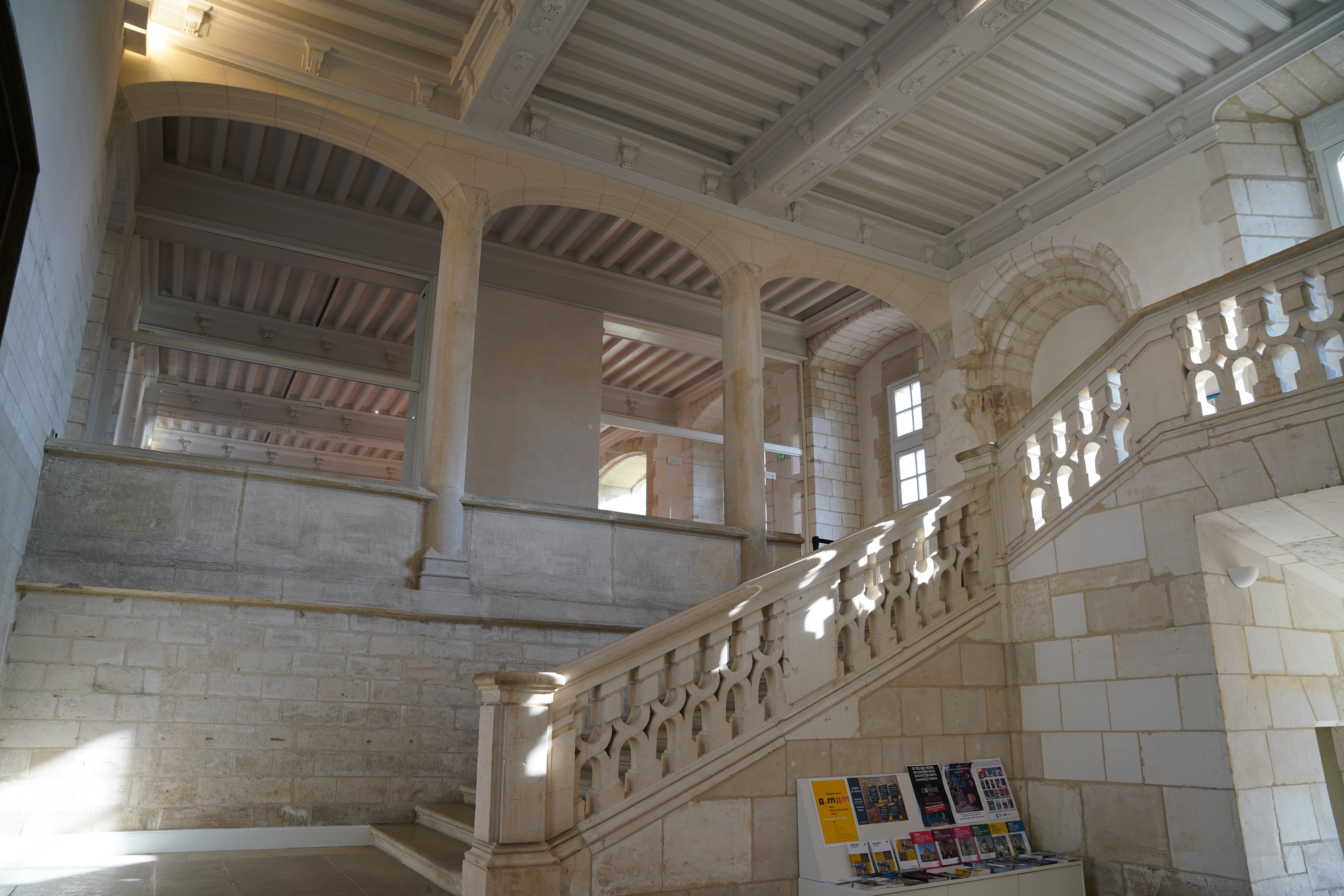
et intérieur,
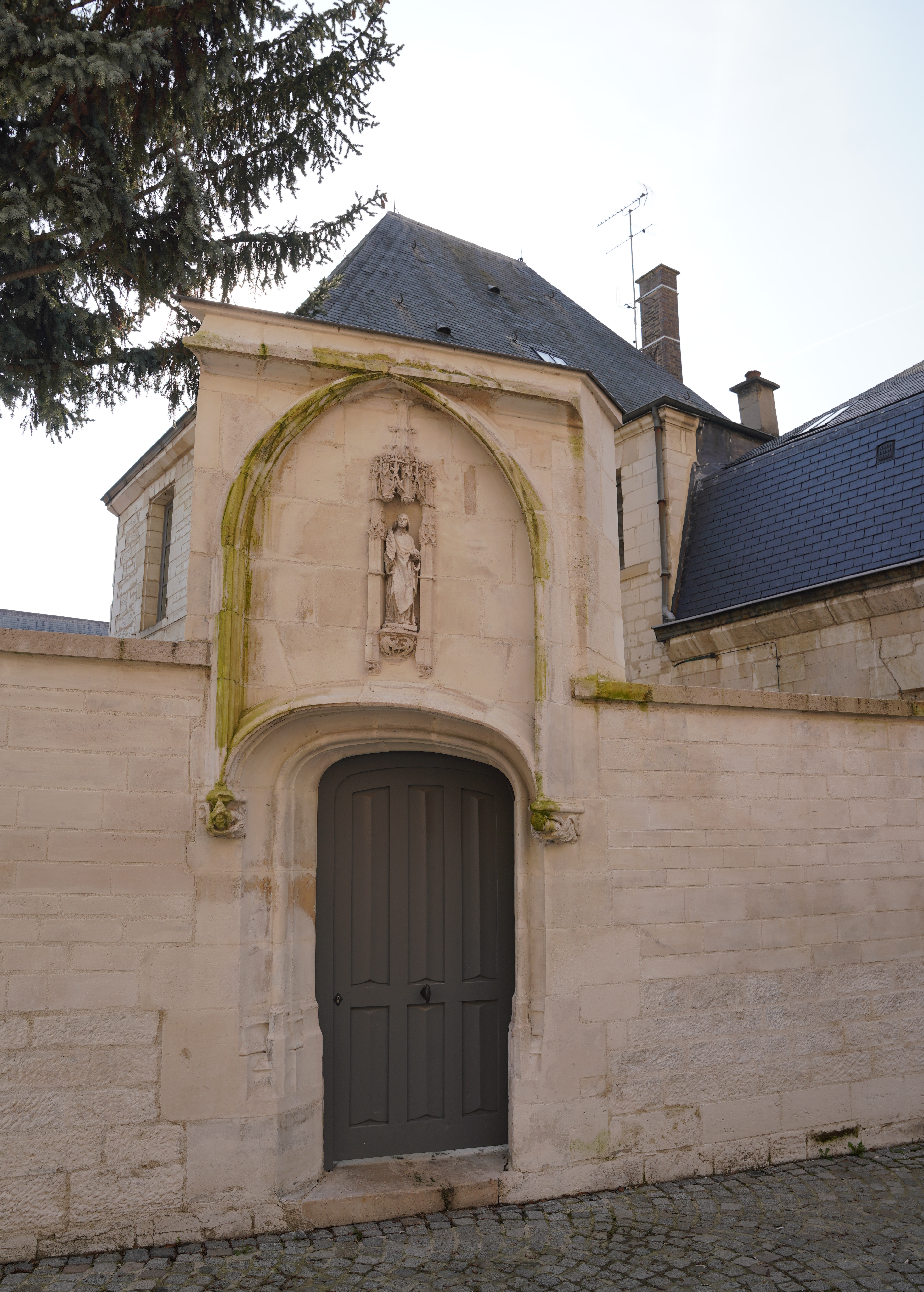
sa porte biaise,
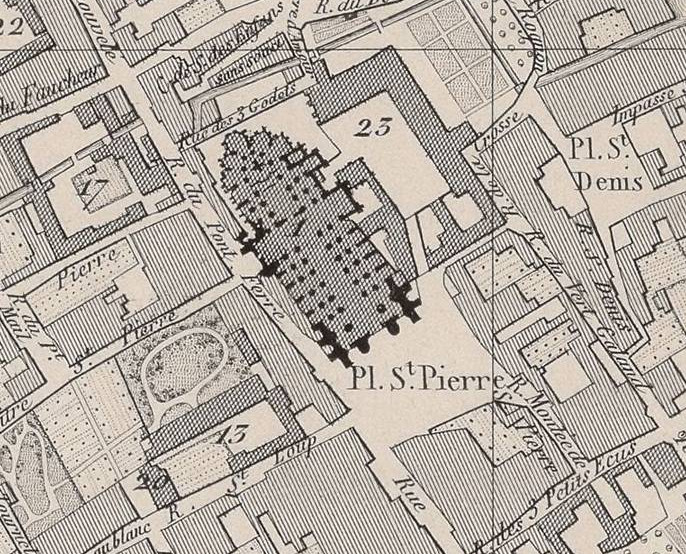
23 la cour et le palais épiscopal sur un plan de 1839.

Il se situe au sud de la cathédrale sur d'anciens bâtiments gallo-romains, des colonnes et murs de soutènement de style romain sont intégrés dans ses fondations. Le premier palais épiscopal date du XIIe siècle, la partie centrale avec son damier champenois, du XVIe siècle ; il est modifié jusqu'au XIXe siècle. Il est classé pour ses deux ailes et la porte biaise. Il donne place st-Pierre et dispose de nombreuses dispositions d'apparat : son entrée en arches, son jardin ceint de murs, un escalier extérieur et intérieur.

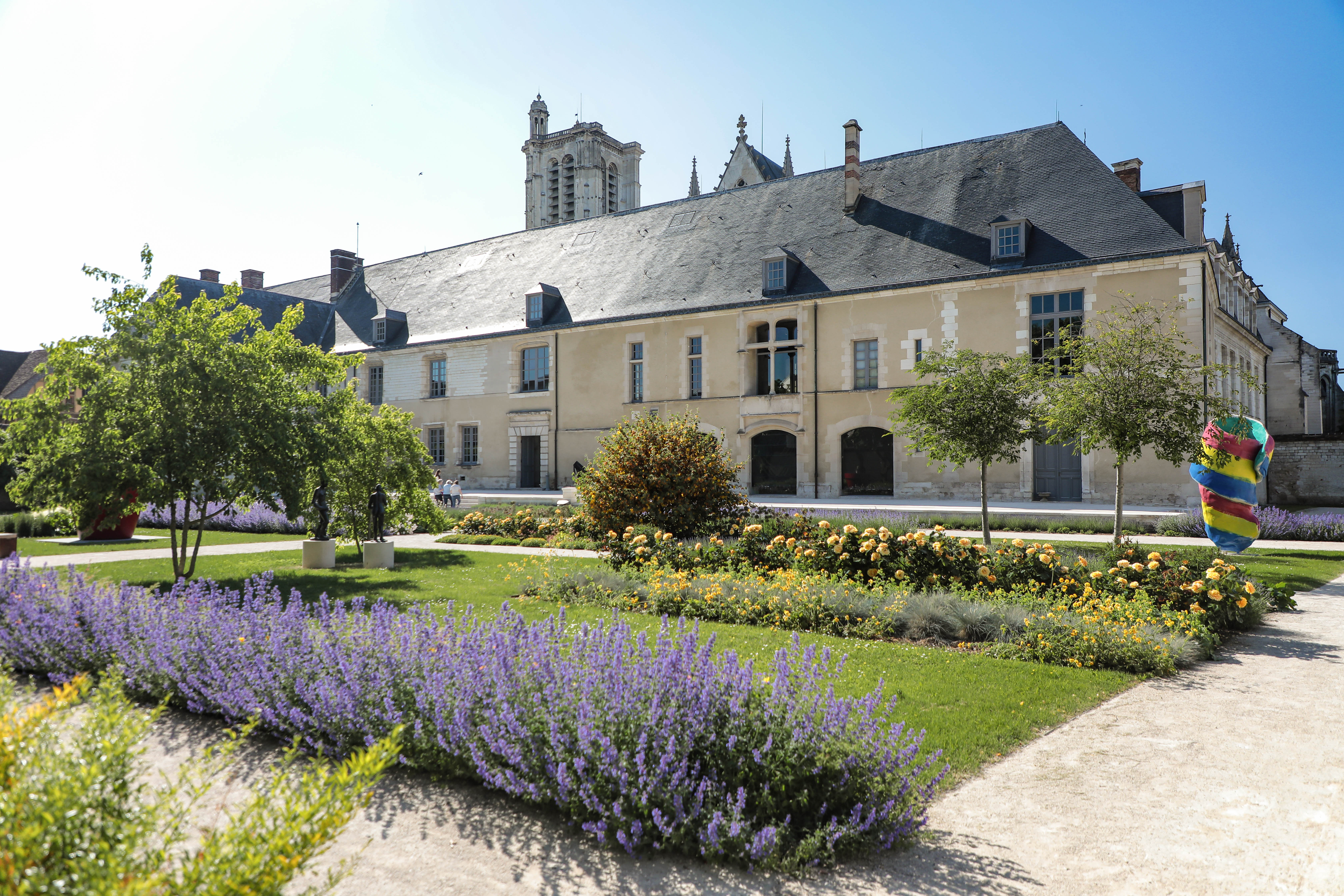
Jardin du musée d'Art moderne.

## Collections
Les collections rassemblent un panorama très complet de l’art en France, en particulier de la peinture, depuis la seconde moitié du XIXe siècle jusqu’aux années 1960. Les collections du musée comprennent aussi un fonds de sculpture.
Des verreries art déco de Maurice Marinot ainsi qu'une collection d'art premier, constituée de pièces ayant appartenu à certains artistes dont les œuvres sont présentées dans le musée (comme André Derain), ou à des marchands (comme Ambroise Vollard, Félix Fénéon, Paul Guillaume…), viennent compléter les collections.
Pour la seconde moitié du XIXe siècle, la collection de peintures comprend des œuvres de Jean-François Millet, Gustave Courbet, Honoré Daumier, Edgar Degas, Georges Seurat, Maximilien Luce, Paul Gauguin, de nabis comme Édouard Vuillard, Pierre Bonnard ou Félix Vallotton. Pour le XXe siècle, on remarque un ensemble d'œuvres d'artistes du mouvement fauve, avec André Derain (dont 80 toiles sont présentées, l'un des plus importants ensembles au monde), Georges Braque, Maurice de Vlaminck, Albert Marquet, Raoul Dufy, André Dunoyer de Segonzac, Othon Friesz, Kees van Dongen ou Jean Puy et Maurice Marinot (à l'œuvre duquel une salle est dédiée). La présence de l’école de Paris est importante avec Chaïm Soutine (ensemble de huit tableaux) et Amedeo Modigliani. Le cubisme est présent par des œuvres de Juan Gris, Roger de La Fresnaye, Jean Metzinger et André Lhote. On trouve des toiles de Henri Matisse, Charles Dufresne, Georges Rouault, Léon Lehmann, Robert Delaunay, Jacques Villon, Pierre Dumont, Pinchus Krémègne, Max Ernst, Balthus, Martine Martine ou encore Nicolas de Staël, Bernard Buffet et Jean Kiras.

Quelques œuvres
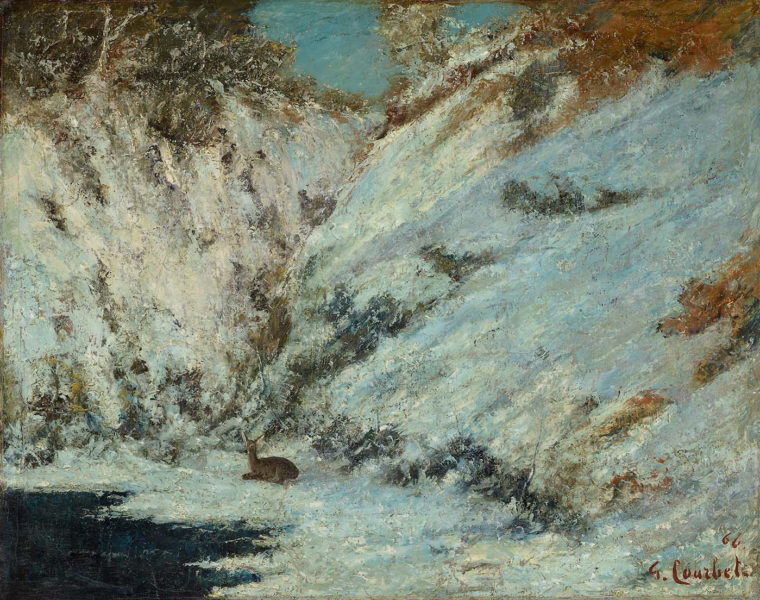
Paysage de neige dans le Jura, avec chevreuil par Gustave Courbet, huile sur toile, 1866.
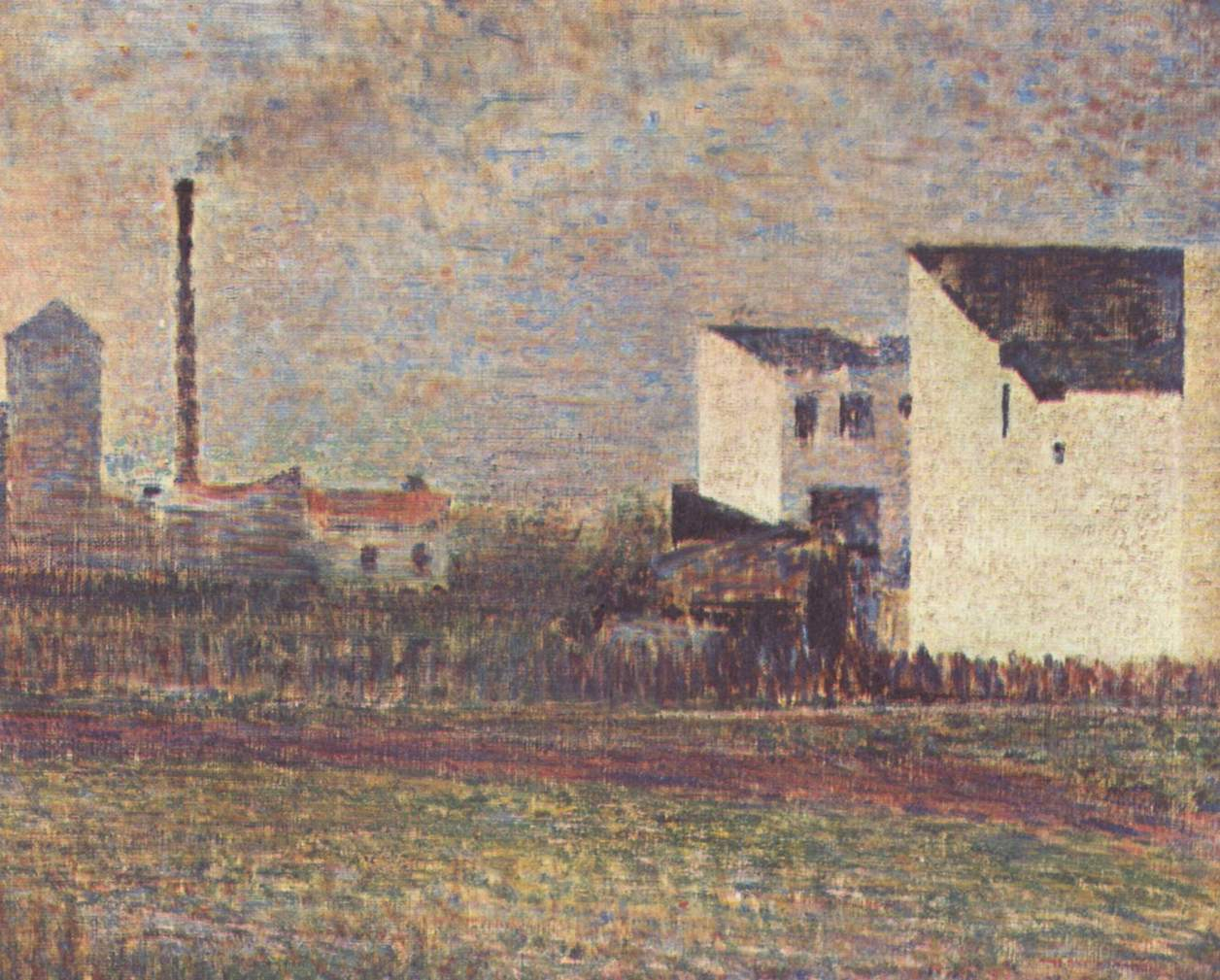
La Banlieue par  Georges Seurat, huile sur toile, 1882-1883.
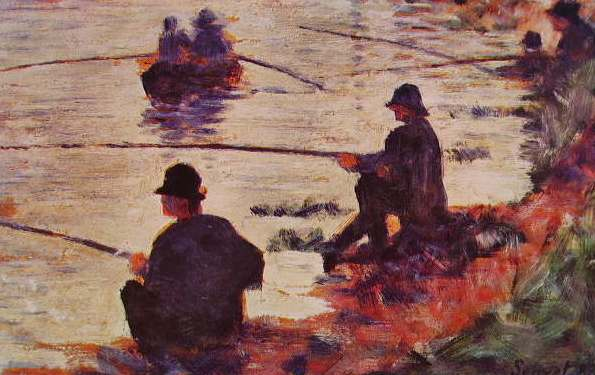
Les Pêcheurs à la ligne par Georges Seurat, huile sur toile, 1883.
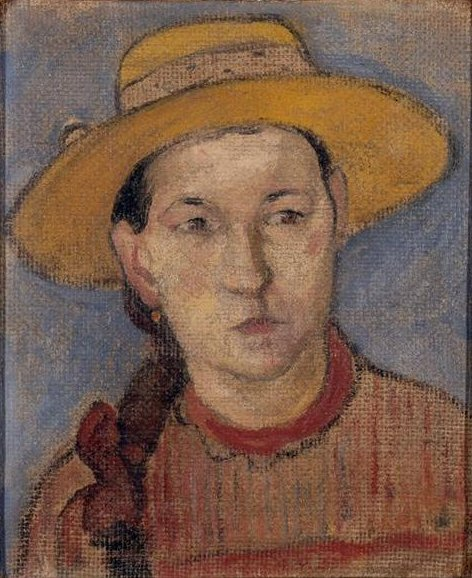
Jeune Tahitienne par Paul Gauguin, huile sur toile de jute, 1891.
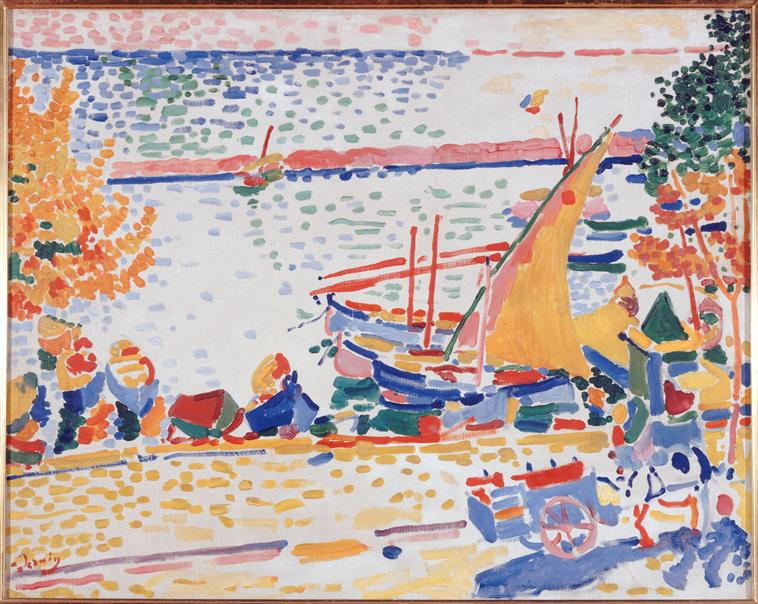
Le Port de Collioure par André Derain, huile sur toile, 1905.
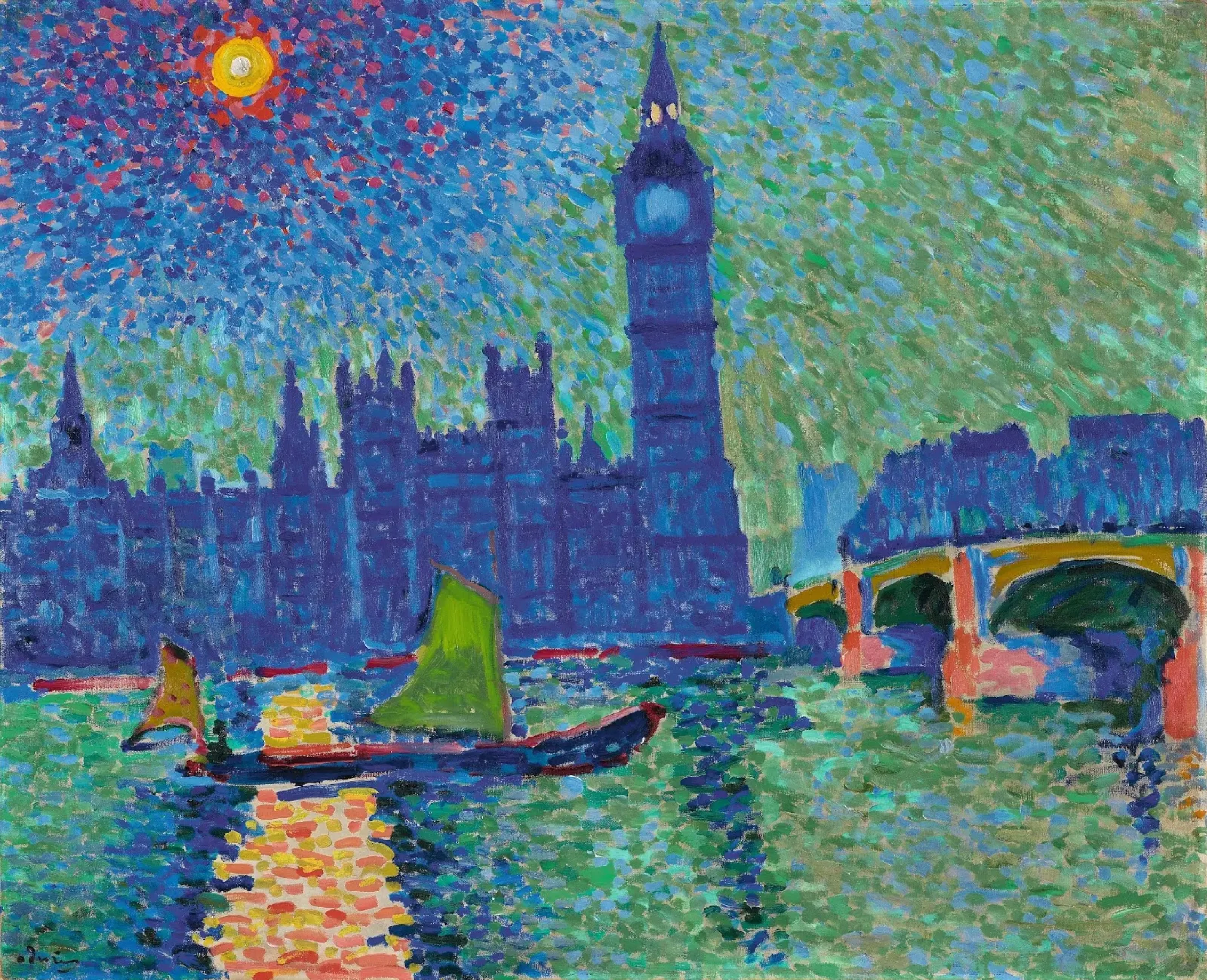
Big Ben par André Derain, huile sur toile, 1906.
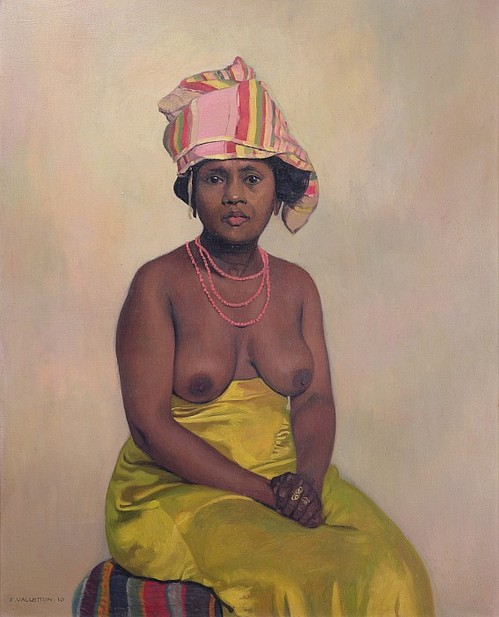
Portrait d'une femme africaine par Félix Vallotton, huile sur toile, 1910.
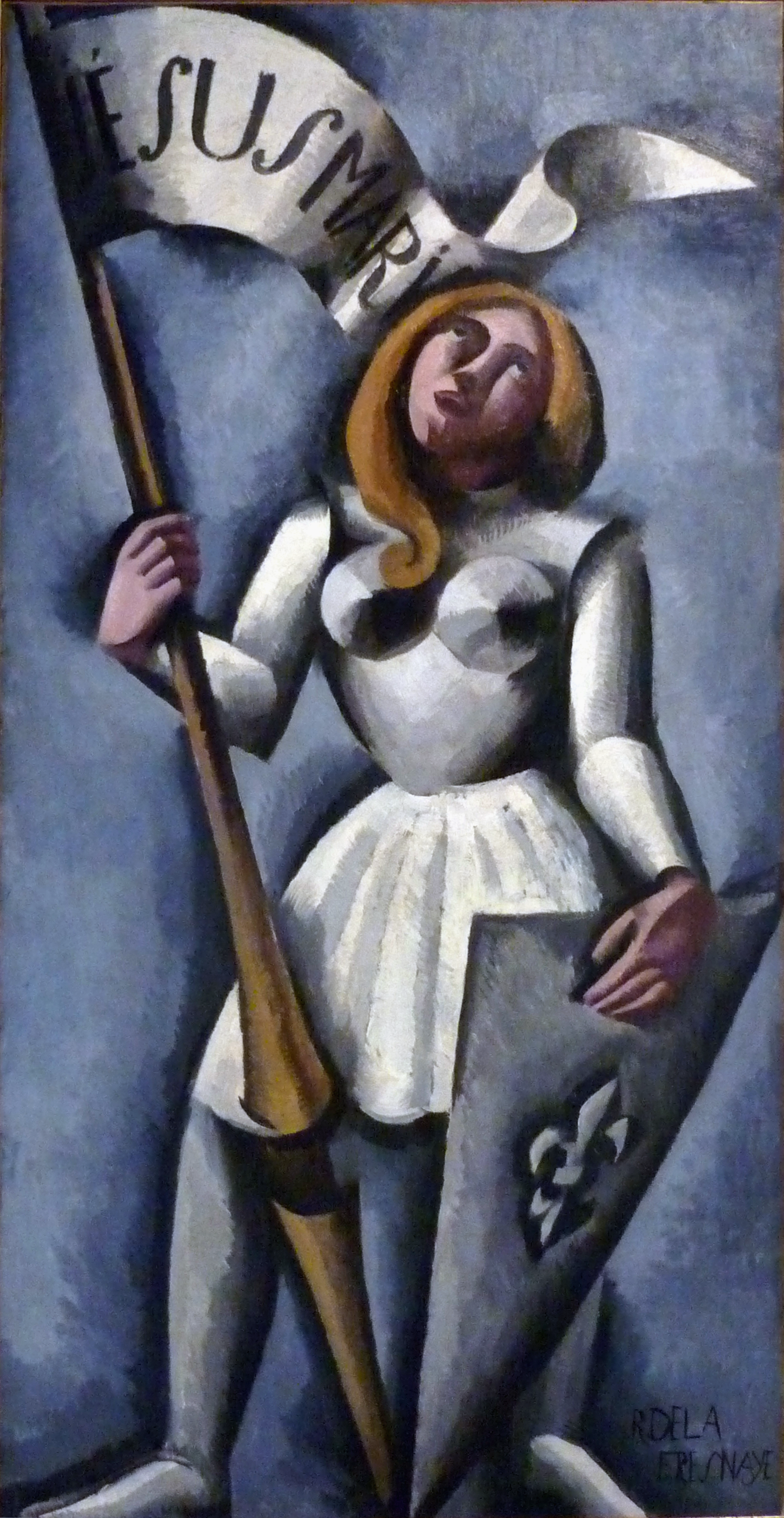
Jeanne d'Arc par Roger de La Fresnaye, huile sur toile, 1911-1912.
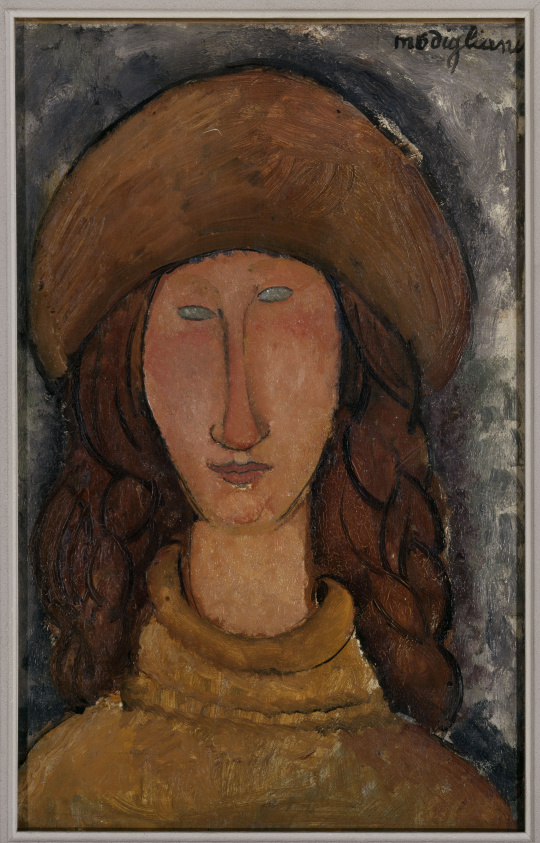
Jeanne Hébuterne par Amedeo Modigliani, huile sur toile, 1918.
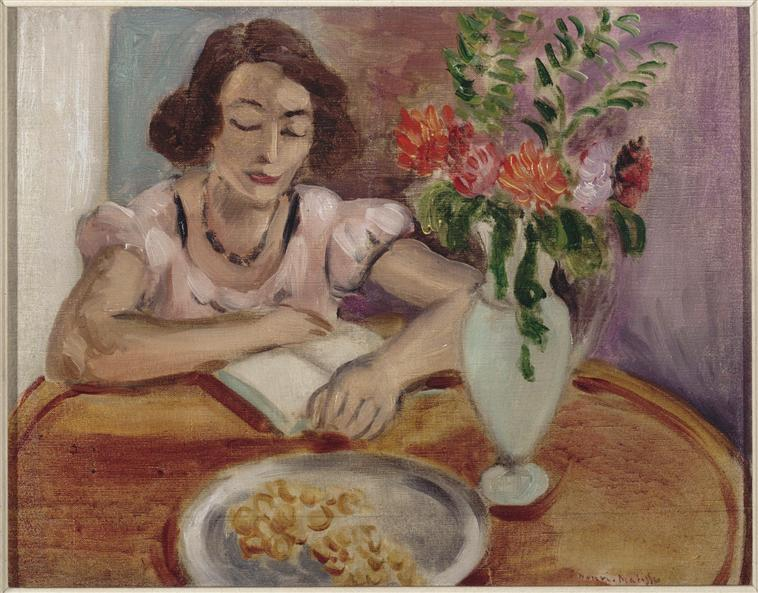
Liseuse par Henri Matisse, huile sur toile, vers 1922.
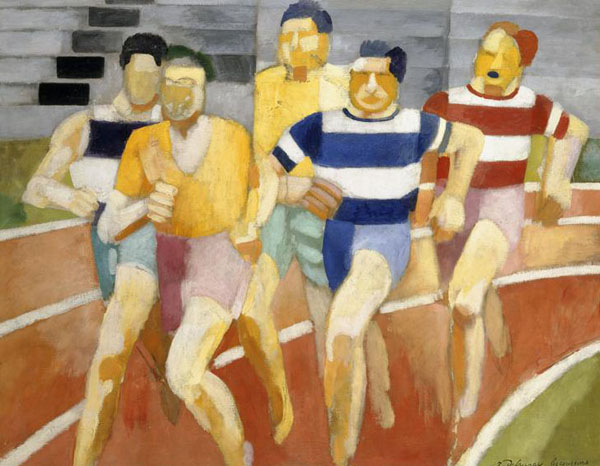
Les Coureurs par Robert Delaunay, huile sur toile, vers 1924.

La sculpture est représentée, entre autres, par quatre bronzes d'Edgar Degas, par Auguste Rodin, Aristide Maillol, Ossip Zadkine, Julio Gonzalez, Marcel Gimond, Charles Despiau, par un ensemble de bronzes de Derain, et par Le Fou (1905) de Picasso.

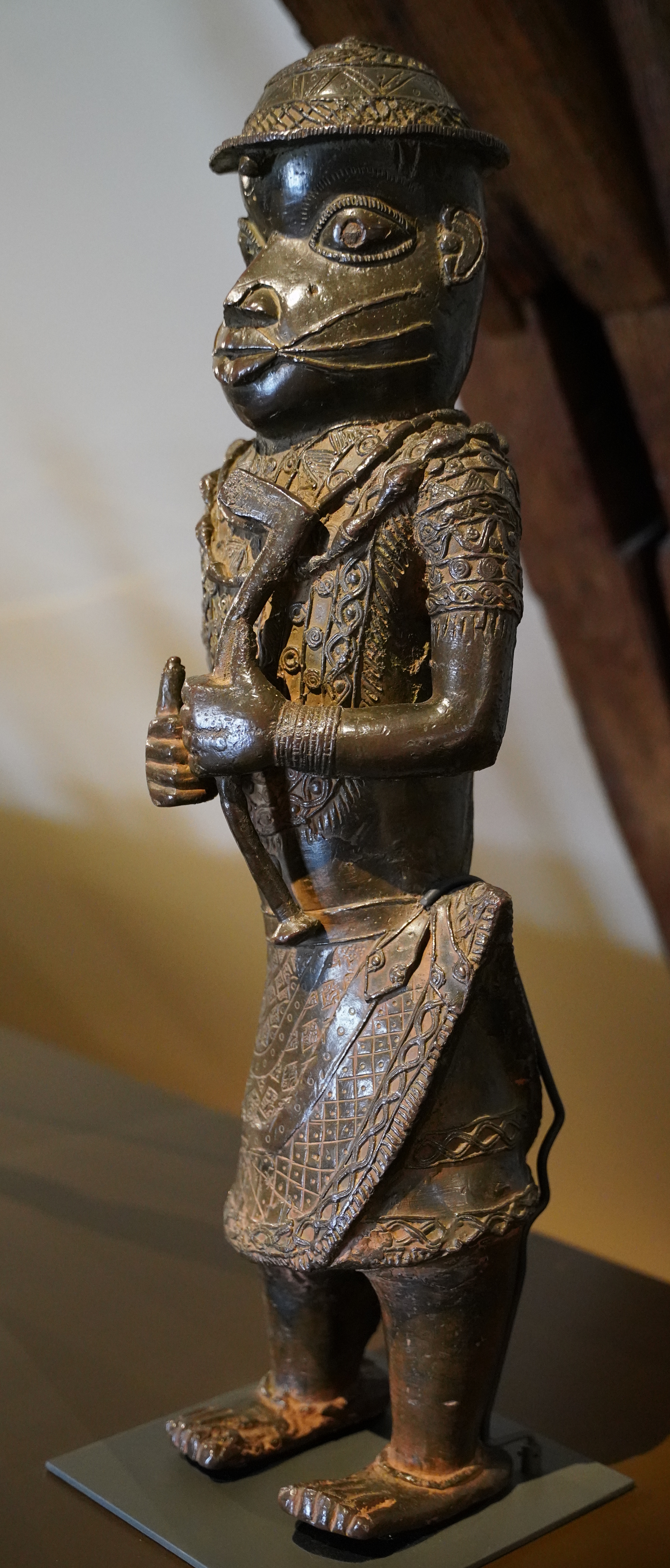
Suivant de l'oba royaume du bénin,
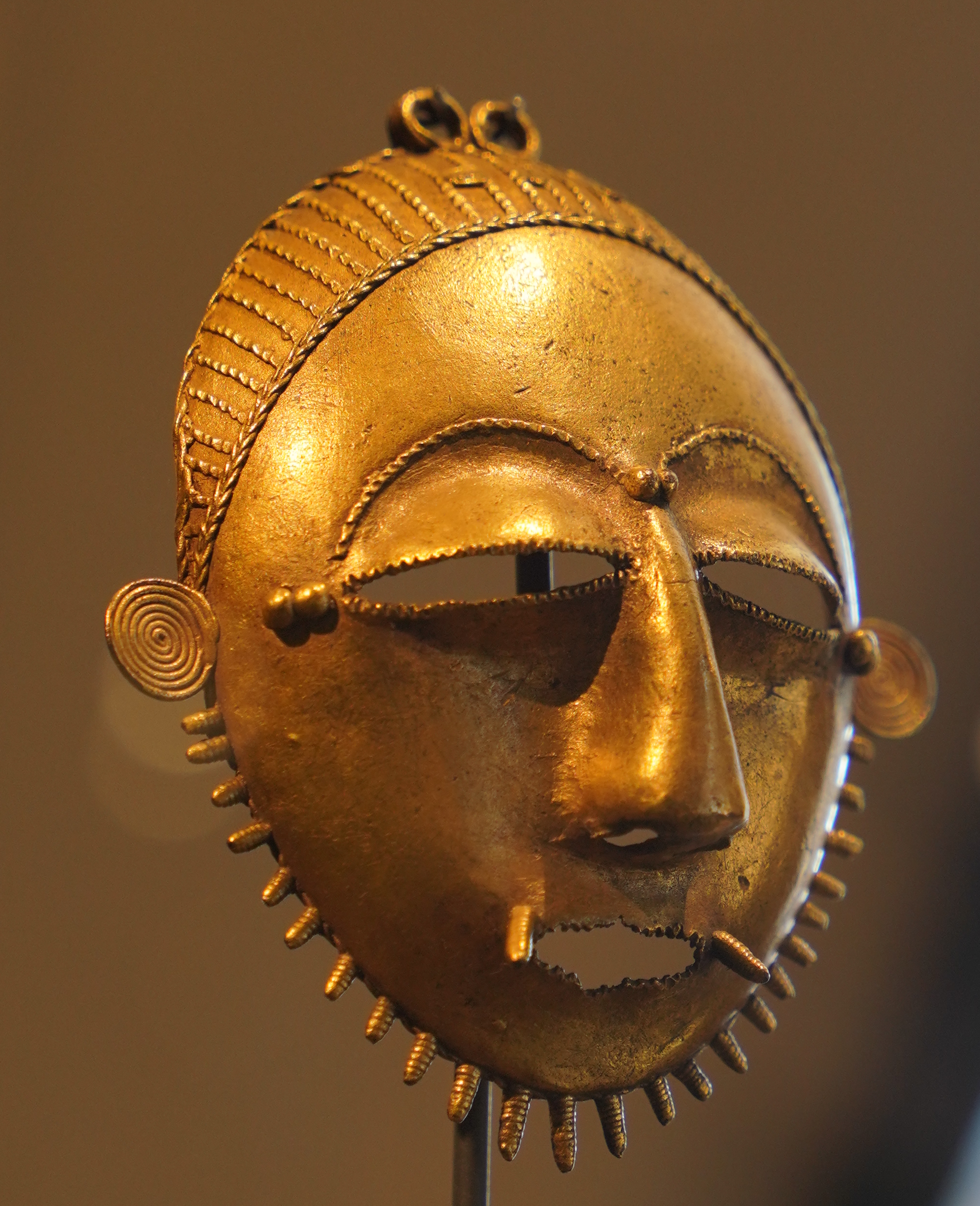
masque baoulé,
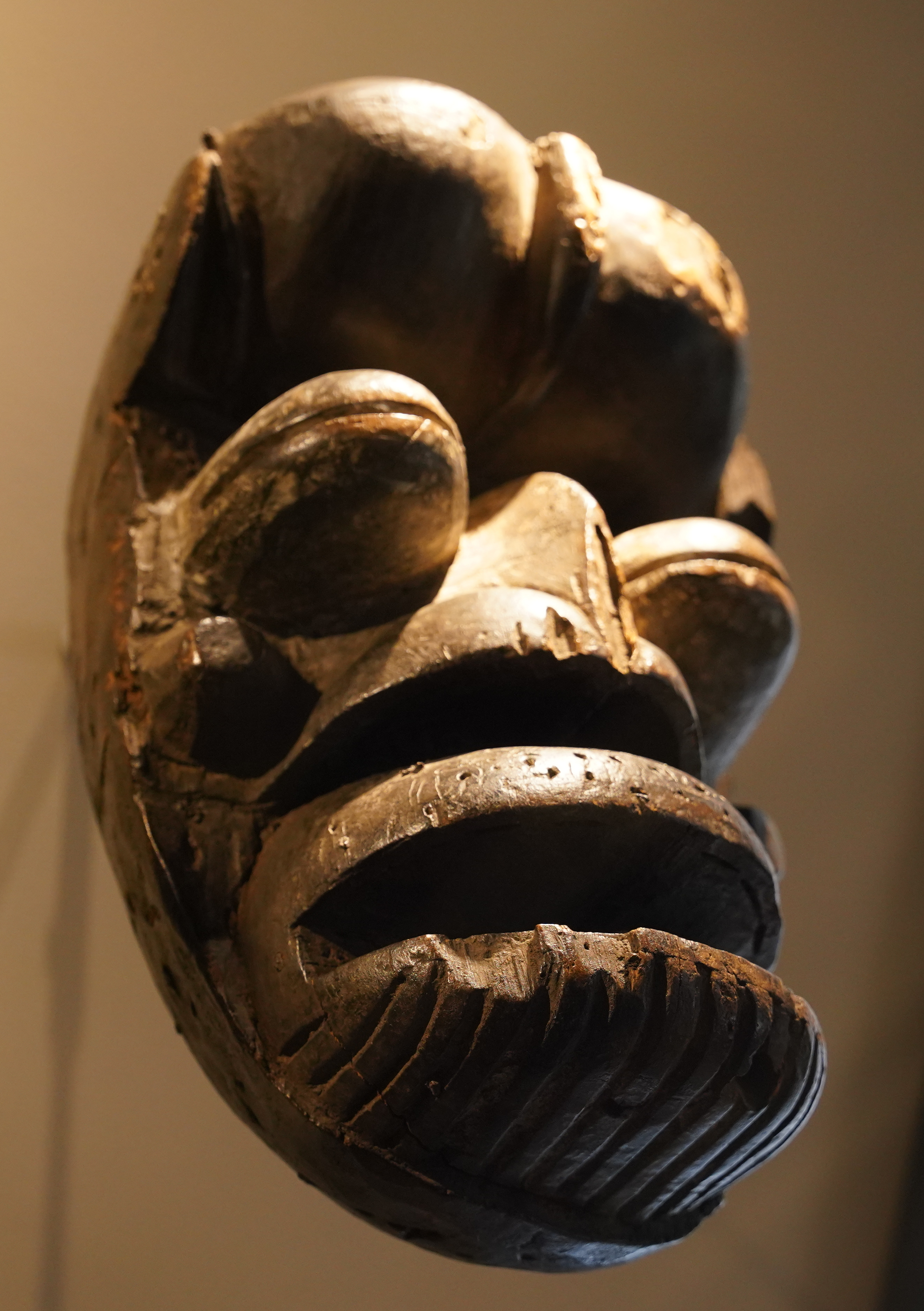
masque guéré.
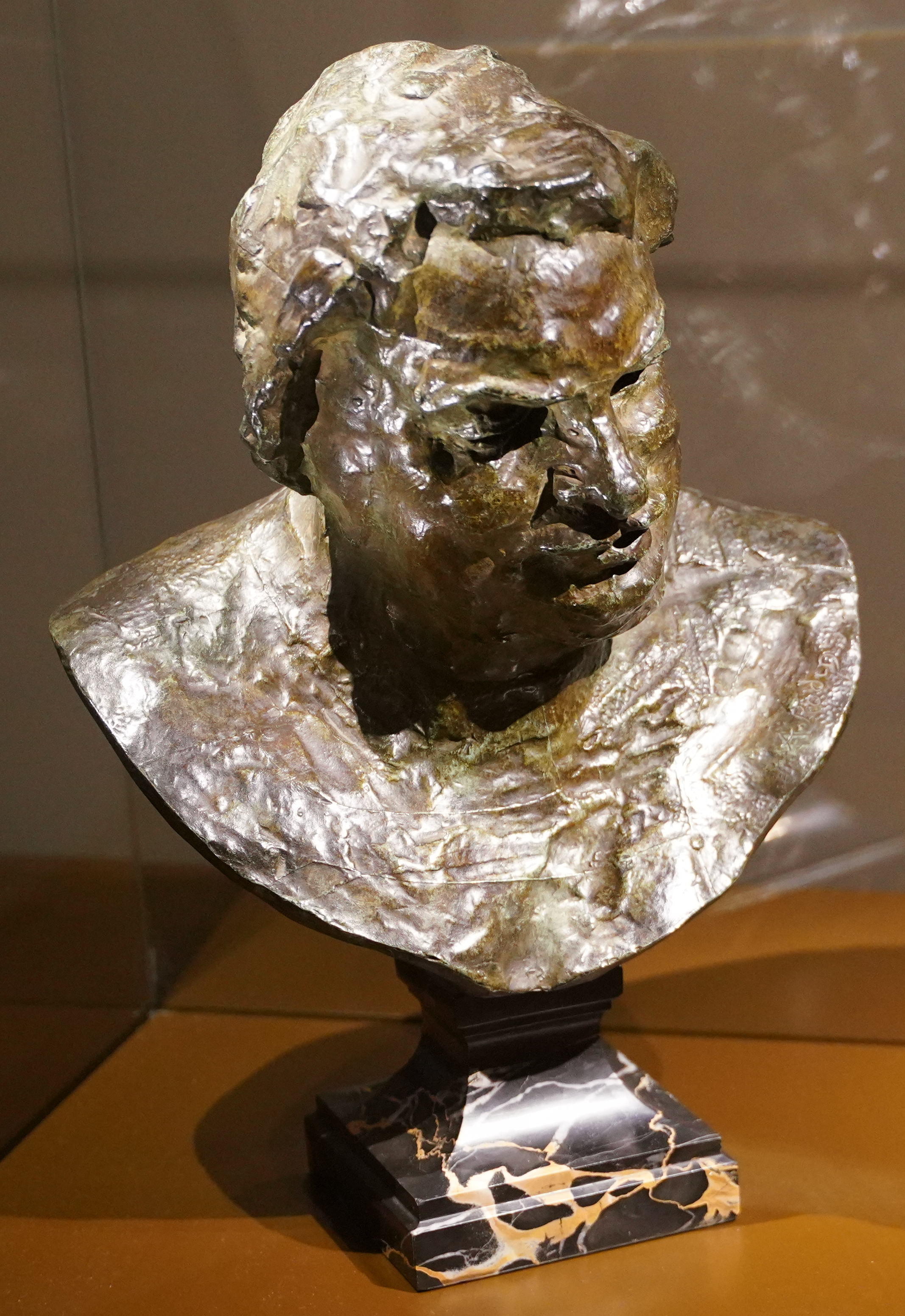
Balzac par Rodin.
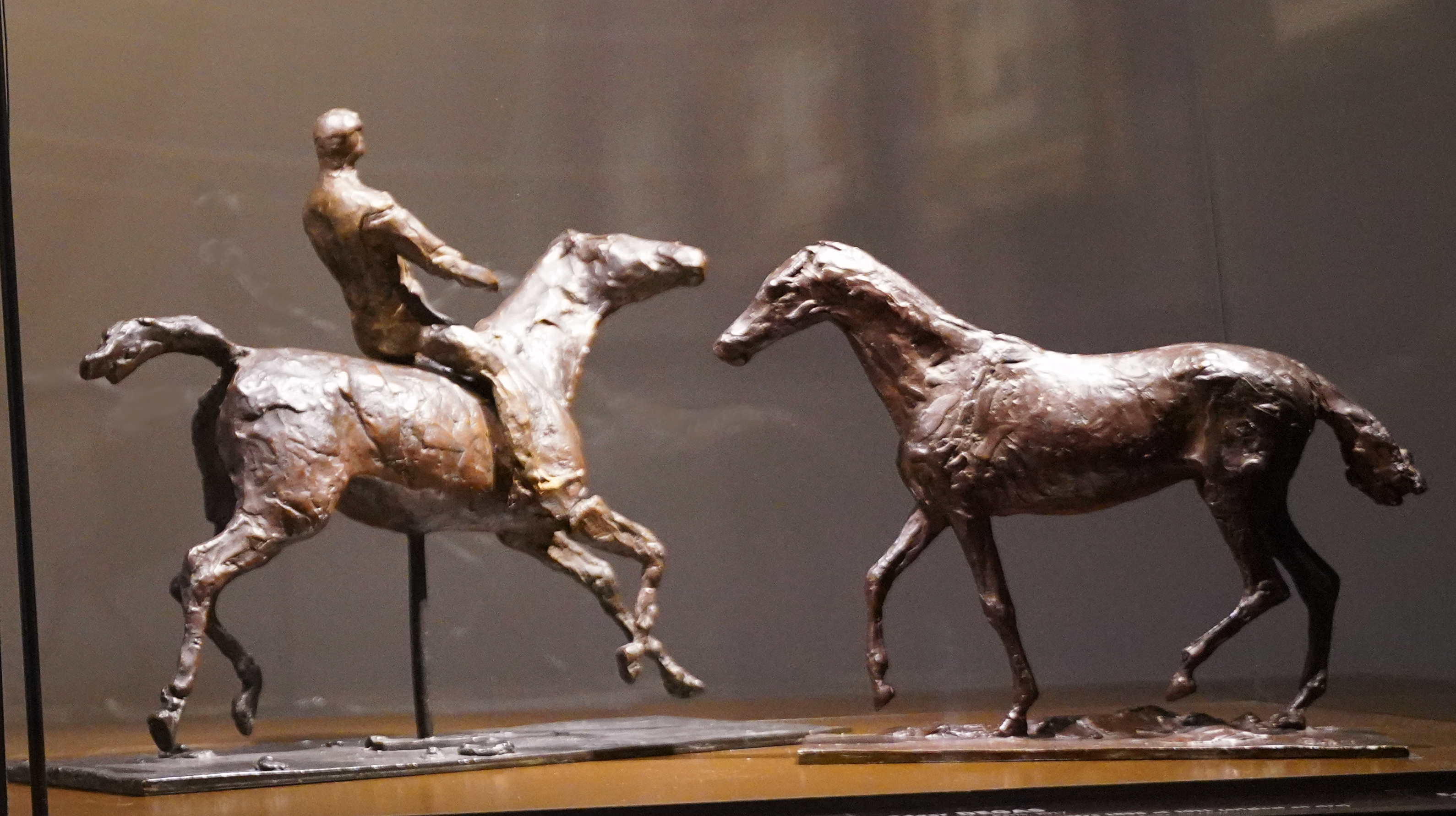
Jockey par Degas.

L'ensemble des verreries de Maurice Marinot se compose de plus de 140 pièces, créées de 1912 à 1937.

## Événements
- 2023 : 

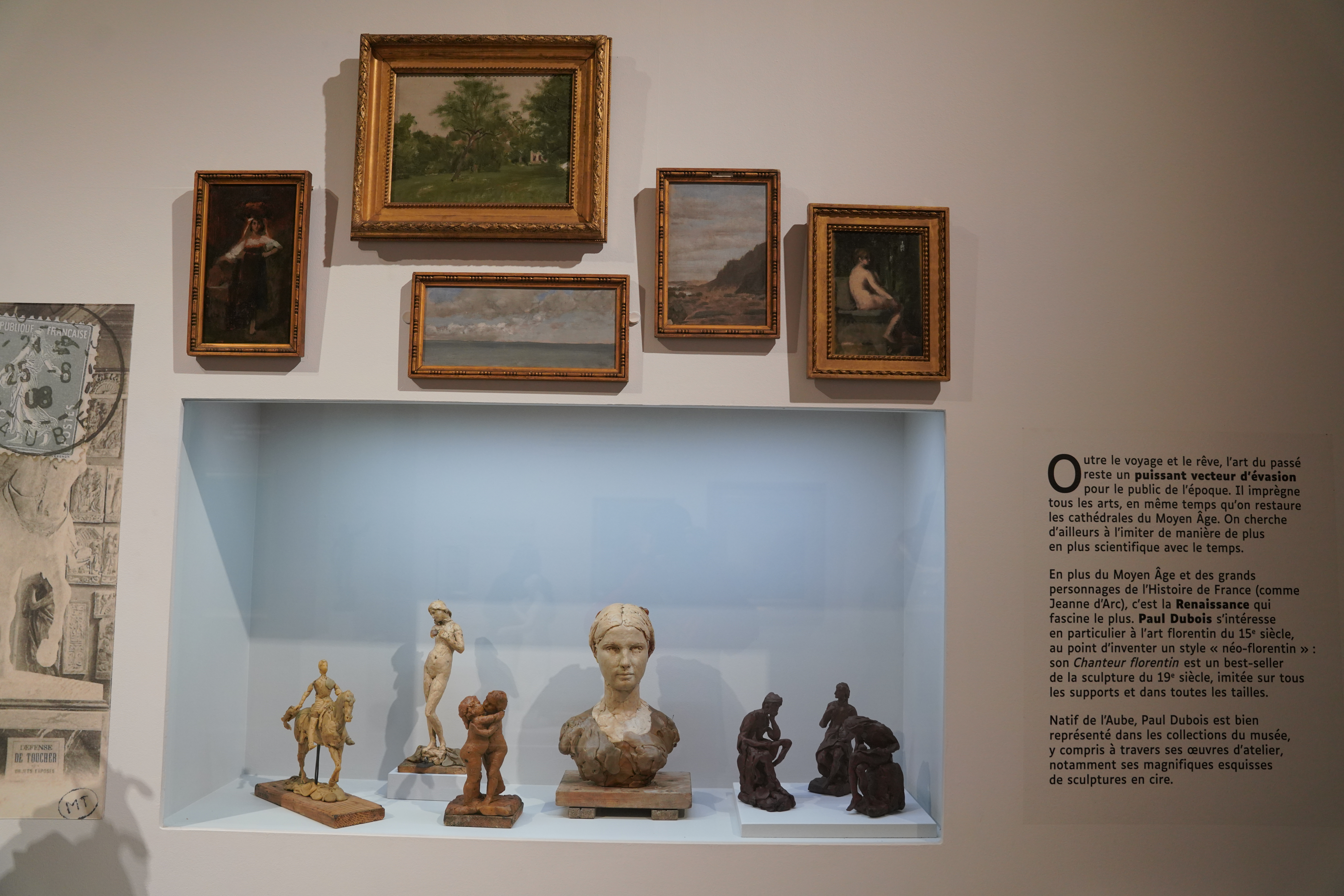
Esquisses Paul Dubois.

  - Le Théâtre des honneurs : médailles et décorations… ;
  - Parvine Curie, un monde sculpté ;
  - De l’illustration à la peinture : Dans l’atelier de Laurent Corvaisier ;
  - Dans le prisme de l’Europe : Dessins chinois du XIXe siècle ;
  - Le meilleur du XIXe siècle dans les collections des musées de Troyes.
- 2022 : Réouverture du musée d’Art moderne – Collections nationales Pierre et Denise Lévy : acte 1.